# Paralichthodidae
Famille
Paralichthodidae est une famille de poissons pleuronectiformes (c'est-à-dire des poissons plats ayant des côtés dissemblables).
Cette famille est non reconnu pas FishBase qui place le genre Paralichthodes sous la famille Pleuronectidae

## Liste des genres
Selon ITIS:
- genre Paralichthodes Gilchrist, 1902